# Avicularia velutina
Avicularia velutina är en spindelart som beskrevs av Simon 1889. Avicularia velutina ingår i släktet Avicularia och familjen fågelspindlar.
Artens utbredningsområde är Venezuela. Inga underarter finns listade.

## Bildgalleri

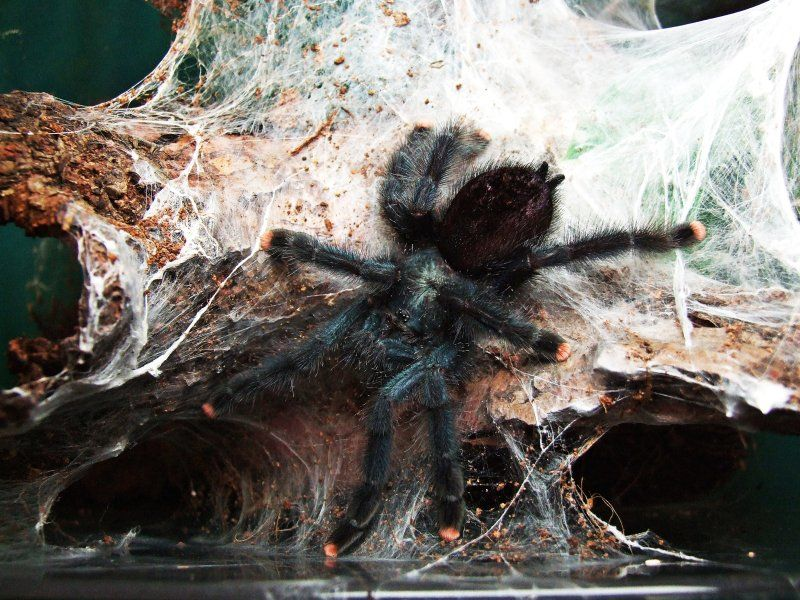